# Vallenato
El vallenato (en wayunaiki: szlager) es un género musical autóctono de la Región Caribe de Colombia con origen en la provincia de Padilla, antiguo Magdalena Grande, actuales departamentos de Magdalena, Cesar y La Guajira, declarado Patrimonio cultural inmaterial de la humanidad en 2015. Tiene influencia de la inmigración europea, ya que el acordeón fue traído por pobladores alemanes a Riohacha a finales del siglo XIX, y tanto la organización estrófica como la métrica se valen de la tradición española; por otra parte, el componente de los esclavos afrocolombianos hace presencia con la caja vallenata, una especie de tambor que en gran medida le da el ritmo a la melodía del acordeón, y por último lo indígena se evidencia con la guacharaca. Su popularidad se extiende a toda Colombia, a países colindantes como Ecuador, Panamá, Perú, Venezuela; a otros países hispanoamericanos como Argentina, Bolivia, México,y Paraguay. Se interpreta tradicionalmente con estos tres instrumentos: el acordeón diatónico, la guacharaca y la caja vallenata. Los ritmos o aires musicales del vallenato son el paseo, el merengue, la puya, el son y la tambora. El vallenato además se puede interpretar con guitarra y con instrumentación de la cumbia en cumbiambas y grupos de millo.
En 2006, el vallenato fue nominado como símbolo cultural de Colombia en el concurso organizado por la revista Semana con el apoyo de Caracol TV, el Ministerio de Cultura y Colombia es pasión. El 29 de noviembre de 2013, el vallenato tradicional fue declarado Patrimonio Cultural Inmaterial de la Nación por el Consejo Nacional de Patrimonio del Ministerio de Cultura. El 1 de diciembre de 2015 fue incluido en lista de Patrimonio Cultural Inmaterial de la Humanidad, en la lista de salvaguardia urgente por la Unesco.

## Etimología
No se sabe con exactitud de dónde proviene la palabra "vallenato", a pesar de las muchas hipótesis que han sido expuestas. Sin embargo, a principios del siglo XX, tenía una connotación despectiva y a los propios habitantes de Valledupar no les gustaba. Por tal motivo, en 1915 don Miguel Vence, educador de primaria, fundó una Academia de la Lengua de Valledupar, la cual sesionó una sola vez y determinó que el gentilicio de los nacidos en Valledupar fuera "valduparense".
Generalmente se define al vallenato como un género musical de la Costa Caribe colombiana, más precisamente del área de influencia de Valledupar, capital del departamento de Cesar. Se sostiene que el nombre proviene del gentilicio anterior de los nacidos en la ciudad donde tiene mayor arraigo este género. Según algunos, se trata de un neologismo que nació con los nativos viajeros en mulas, que cuando se les preguntaba en otras tierras de dónde eran, en su decir campesino respondían "Soy nato del Valle", que es como decir "Soy del Valle nato".
No obstante que el término "vallenato" puede referirse a los nacidos o a las cosas que se originan en Valledupar (Valle de Upar, El Valle del Cacique Upar, cacique indígena legendario de la región), existen otras versiones de la denominación: según Barrameda Morán, el vocablo "ballenato" pasó a designar a todas las personas que padecieran la contaminación sanguínea producida por el jején, fueran oriundos o no de Valledupar y dice: "La tendencia popular a confundir V con B en su pronunciación, terminó por generar el nuevo vocablo: Vallenato".
De manera similar, otra versión con poco fundamento sostiene que en las áreas rurales de los bancos del río Cesar, muchos de los habitantes extremadamente pobres sufrieron de una enfermedad producida por un mosquito que les dejó la piel seca y escamosa, con parches descoloridos. La gente asoció la enfermedad con las ballenas recién nacidas (ballenatos), también llamadas "pintaos", que tienen un color manchado de blanco y rosado, parecido a la enfermedad dérmica llamada carate o jovero, por lo cual se identificaba a quienes la padecían como caratejos o ballenatos. De tal forma que "vallenatos" llegó a ser un nombre para menospreciar a la gente pobre del río.
Historia
Según Celso Guerra, muchas polémicas se  ha generado en la región Caribe en torno al vocablo ‘vallenato’, término o expresión que designa a los nacidos en Valledupar y a los nativos de la región que está enmarcada dentro de este vasto valle, situado entre dos magníficas formaciones montañosas, la Sierra Nevada y la Serranía del Perijá, macizos que cobijan a las localidades del departamento del Magdalena, sur de La Guajira, lo mismo que del norte y centro del Cesar, hasta el municipio de Tamalameque.
Como vallenato también se conoce el género musical nacido de las entrañas de estas tierras, el nombre del género musical es el responsable de la polvareda que han levantado los que están en desacuerdo que esta música se denomine vallenato, y por ello las controversias desatadas, todo debido a que estas regiones y otras comarcas más allá del marco de las dos serranías, como la sabanera, en toda su extensión, solicitan paternidad sobre el género.
Esgrimen como argumento que la música vallenata debería llamarse ‘música de acordeón’, olvidando que con ese ese instrumento se interpretan en todo el mundo más de 120 ritmos musicales, todos, eso sí, con nombres definidos, merengue dominicano, rancheras, vals, polkas, mazurcas, tangos, chamamé, cumbias, porros, guabinas, bambucos, joropo oriental de Venezuela, tamborito, además folclor ruso, ucraniano, serbio, estonio, portugués, alemán, austriaco…
El origen
Ante estos desacuerdos algunos especialistas, académicos, historiadores, folcloristas y coleccionistas musicales se han dado a la tarea de desenmarañar el origen del vocablo vallenato. Jaime Maestre, académico universitario e historiador, dentro de sus investigaciones encontró que esta palabra nació en España hace 500 años y se aplicaba despectivamente a los nacidos en Madrid, la capital de ese país, todo debido a la leyenda del río Manzanares de Madrid, cuando los pescadores de esa localidad se conmocionaron al saber que por allí merodeaba una ballena, ellos se armaban con picas y espadas para sacrificarla, cuando estuvieron en el lugar, se percataron  de que no era tal ballena, si no un tonel de vino, esto causó la burla de los demás y por ello fueron llamados por toda la comunidad como vallenatos.
Al inicio el vocablo se escribía con v y en otras ocasiones con b. Esta palabra  fue usada por los clásicos de la literatura española, Miguel Cervantes Saavedra, Tirso de Molina y Lope de Vega. Por su parte, Tomás Darío Gutiérrez comenta que en Santa Marta hay un sector que no reconoce la procedencia del  término vallenato porque les quita derechos sobre el nombre del género musical, según ellos este término proviene de ellos, al llamarnos ballenatos por las pintas de nuestros antepasados que sufrían vitíligo, despigmentación de la piel.  Al llegar nuestros acordeoneros a la zona bananera, los samarios observaban  sus pintas e hicieron el símil con las pintas del color de la piel de los bebés de las ballena.
‘La Cacica’ Consuelo Araújo Noguera afirma en su libro ‘Vallenatología’ que las personas oriundas de este valle, que antes era parte del Magdalena Grande, los llamaban despectivamente provincianos. Valledupar en la época colonial fue una localidad muy importante de la Nueva Granada, estaba catalogada entre las 10 más importantes de la colonia, y por eso era reconocida como la provincia de Valledupar.
Afirma también la Cacica que el término vallenato se usaba para denominar a nativos de estas tierras de muy baja categoría social, que eran víctimas de la enfermedad del carate, estas personas eran quienes cultivaban la música vallenata, que aún no gustaba en las altas esferas sociales, de allí se desprende la afamada canción del compositor José María ‘Chema’ Gómez, compuesta al campesino acordeonero Antonio Guerra Bullones, conocido como ‘Compae Chipuco’, quien tenía su piel pintada: “Soy Vallenato de verdad, tengo la patas bien pintá”.
En la conquista española
Los primeros conquistadores e historiadores llegaron por los lados de Venezuela, 1528. Pedro de Badillo fue la primera persona en utilizar la expresión “El Gran Valle”, al observar la belleza y exuberancia de estas tierras, posteriormente lo hicieron, en 1531, Lucas Fernández Piedrahita, Juan de Castellanos y Fray Pedro Simón.   
Años después lo escribió el francés Luis Estríper, a mediados del siglo IXX, al escuchar el relato que hizo de esta región un errante paisano suyo que vivió muchos años en Camperucho, región de Valledupar; describió ese lugar como el gran Valle de Upar, haciendo alusión al liderazgo del cacique Upar. Muchos siglos después, Julio Oñate Martínez, investigador, compositor, ganador de la canción inédita del Festival Vallenato y coleccionista musical, ilustra cómo llega el  término vallenato a la discografía. 
Dice que las primeras canciones vallenatas que recibieron este rótulo fueron grabadas en orquestas, 1944, una de ellas es  ‘Compae Chipuco’, del compositor José María ‘Chema’ Gómez, canción que hace alusión al vallenato pata pintá, fue rotulada rítmicamente como son vallenato por la orquesta Atlántico Jazz Band, que dirigía ‘Pacho’ Galán.
‘Pacho’ Rada, que para ese mismo año era muy popular en las emisoras de Barranquilla, le entrega a ‘Pacho’ Galán su canción ‘El Tigre en la Montaña’, y Galán la graba con la misma orquesta con el nombre de ‘La Intriga de los Vallenatos’, refiriéndose a las contiendas musicales entre nuestros juglares. Para ese mismo año aparece en las grabaciones Abel Antonio Villa, rotulando sus canciones como paseos, sones y merengues.
Primeros cantos
De los primeros cantos vallenatos aparece grabada en Argentina la canción de dominio público que tuvo mucha resonancia, ‘Toño’ Miranda en el valle, lo hizo con el grupo colombiano de Fortich y Valencia, rubricado como paseo vallenato. Los analistas creen que estas grabaciones fueron determinantes para que de allí se catapultara el nombre vallenato, como género musical y gentilicio oriundo de la región del valle del Cacique Upar.
Los apóstatas de este término quieren con esta actitud deslegitimar la importancia y trascendencia que ha tenido Valledupar y su Festival Vallenato en la promoción y difusión de este folclor que antes de 1968, era la cenicienta musical, una expresión que por su origen campesino fue discriminada, vilipendiada, remitida a los patios de las casas, lo que se conoce hoy como parrandas, era excluida de los eventos sociales, cumpleaños, matrimonios, bautizos, eventos que eran amenizados por mariachis que pululaban en la comarca, lo mismo que bandas procedentes de la costa colombiana y de Venezuela, la prueba más fehaciente es que en el encopetado Club Valledupar durante una larga temporada no aceptaban grupos de música vallenata.
La perseverante constancia del Festival Vallenato, a la cabeza de Consuelo Araújo Noguera, Alfonso López y Rafael Escalona, sacó la música vallenata de los corrales y potreros del terruño y la llevaron a los escenarios más prestigiosos e importantes de Colombia y el mundo, convirtiendo este aire musical en representación cultural de nuestro país ante el mundo y reconocido por la Organización de Naciones Unidas (ONU) como patrimonio cultural e inmaterial de la humanidad.

## Instrumentos
Las melodías de estos cantos se interpretaron primero con la flauta de caña de millo o carrizo, abierta en sus dos extremos con cuatro orificios en su longitud y una lengüeta que forma la embocadura y pisa un hilo, sostenido por los dientes, para modular el sonido; a ella se sumaron la caja, tambor pequeño hecho artesanalmente del tronco hueco de los árboles secos y sellado en uno de sus extremos con un pedazo de cuero templado, y la guacharaca, instrumento ancestral indígena que se fabrica utilizando un pedazo de cañabrava a la que se le hacen pequeñas ranuras sucesivas para producir un sonido raspativo al ser frotadas con un hueso (originalmente).
A finales del siglo XIX, décadas después de su invención, el acordeón llegó a Colombia por el puerto de Riohacha; los vaqueros y campesinos lo incorporaron a sus expresiones musicales, y paulatinamente fue sustituyendo al carrizo hasta convertirse en el instrumento principal del conjunto típico de vallenato.
Además de estos tres instrumentos, caja, guacharaca y acordeón, que representan la trietnia que dio origen a la raza y cultura de la Costa Caribe colombiana, el conjunto típico vallenato presenta un cuarto elemento básico que es el cantante, de más o menos reciente incorporación a raíz de los festivales vallenatos, ya que hasta los años 1960 la costumbre era que el acordeonero llevaba la voz cantante e interpretara él mismo la letra de las canciones que tocaba.

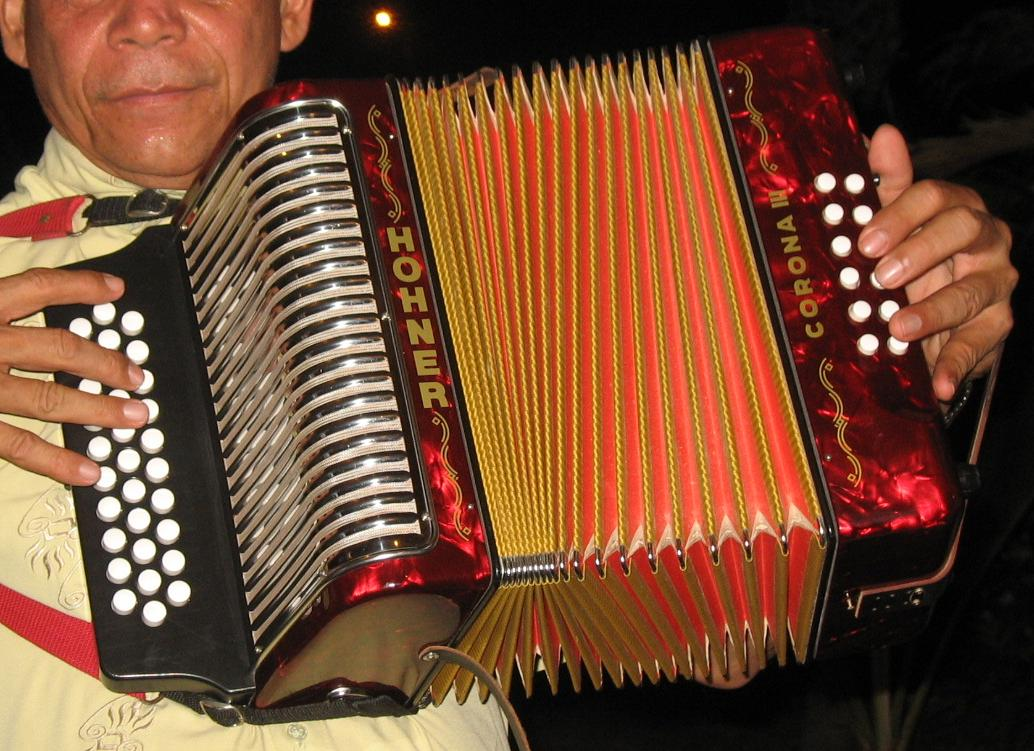
Acordeón diatónico
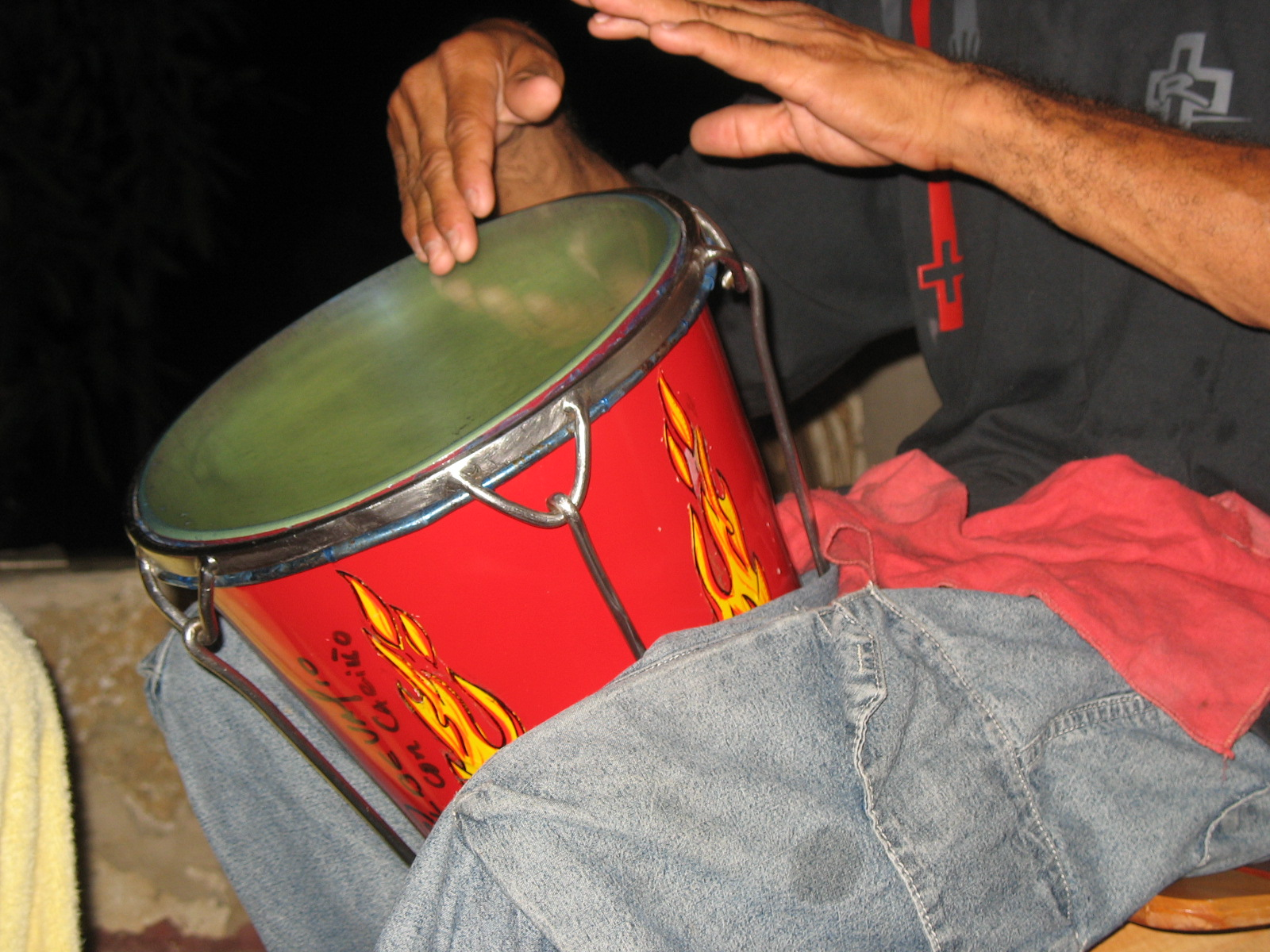
Caja vallenata
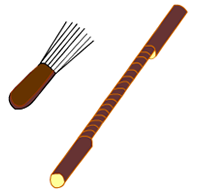
Guacharaca

- Acordeón diatónico: Instrumento de origen austriaco, inventado en Viena en su forma actual por Cyrill Demian en 1829, introducido a Colombia de contrabando por inmigrantes alemanes procedentes de Curazao por Riohacha (en las costas de La Guajira) en 1885. Quienes lo interpretan lo modifican ellos mismos o lo mandan a modificar con expertos musicales para que produzca su característico sonido.[14]
- Caja vallenata: Instrumento de percusión de origen africano. Se trata de un tambor pequeño cuyo parche se fabricaba de buche de caimán, luego de piel de marimonda negra y, actualmente, de cuero de chivo, venado o carnero. El vaso se hace de un tronco de árbol hueco de 40 cm de alto y 30 cm de diámetro. El árbol debe ser de tronco fibroso como macurutú, cañaguate o matarratón.[15]
- Guacharaca: Instrumento cóncavo de fricción autóctono de los indígenas colombianos de 40 cm de largo, elaborado con el tallo de la uvita de lata. Su nombre proviene de la ortalis columbiana o pava silvestre, ave de monte cuyo canto es similar al sonido que produce el instrumento.[15] También se utiliza en su lugar el guache.

Desde los años 90, cuando el vallenato romántico empezó a ser popular en Colombia, la guitarra acústica se convirtió, extraoficialmente, en un cuarto instrumento fundamental de la música vallenata, pese a no ser utilizada en los festivales vallenatos. El bajo eléctrico se ha venido convirtiendo en parte importante, aunque no fundamental, para interpretar vallenato en parrandas y conciertos.

## Características
El vallenato o la música vallenata hace parte de la música folclórica de la Costa Caribe colombiana. Es por mucho el ritmo musical colombiano que ha alcanzado más popularidad, esto tanto a nivel nacional como internacional.
Lo que hace característico al vallenato tradicional es ser interpretado solo con tres instrumentos que no requieren de amplificación alguna: dos de percusión (la caja y la guacharaca), que marcan el ritmo, y el acordeón diatónico (de origen europeo) con el que se interpreta la melodía. No obstante, en algunas ocasiones las canciones se componen o interpretan con otros instrumentos: la guitarra, la flauta, la gaita, el acordeón cromático y la armónica. Por otra parte, para el vallenato comercial es común no solo la incorporación de estos instrumentos, sino también del bajo eléctrico y otros de percusión, como las congas y los timbales.
La importancia que adquirió el vallenato en las últimas décadas del siglo XX llevó a la organización de festivales en los que los acordeoneros compiten por el honor de ser declarado el más hábil ejecutor de cada uno de los aires tradicionales (a excepción, inexplicablemente, de la tambora). El más célebre de estos festivales es el Festival de la Leyenda Vallenata, que se celebra anualmente a fines de abril en Valledupar, y cuya primera versión se disputó en 1968. Desde 1979 se disputa el Festival Cuna de Acordeones de Villanueva, Guajira, pasando a ser el segundo de mayor importancia y, desde 1983, el Festival de Río Grande de la Magdalena en Barrancabermeja (Santander), que sería el tercero en importancia a nivel nacional para los intérpretes del acordeón.
En el vallenato, el modo de uso del acordeón diatónico requiere usar simultáneamente ambos lados del acordeón. Lo anterior caracteriza al acordeonero colombiano y diferencia al vallenato de los otros géneros musicales con acordeón, donde generalmente se suprime o subutiliza la parte de los bajos (ejecutados con la mano izquierda): en Colombia, la forma armónica y rítmica con que el acordeonero maneja los bajos es un factor relevante de calificación en los festivales vallenatos.

## Origen

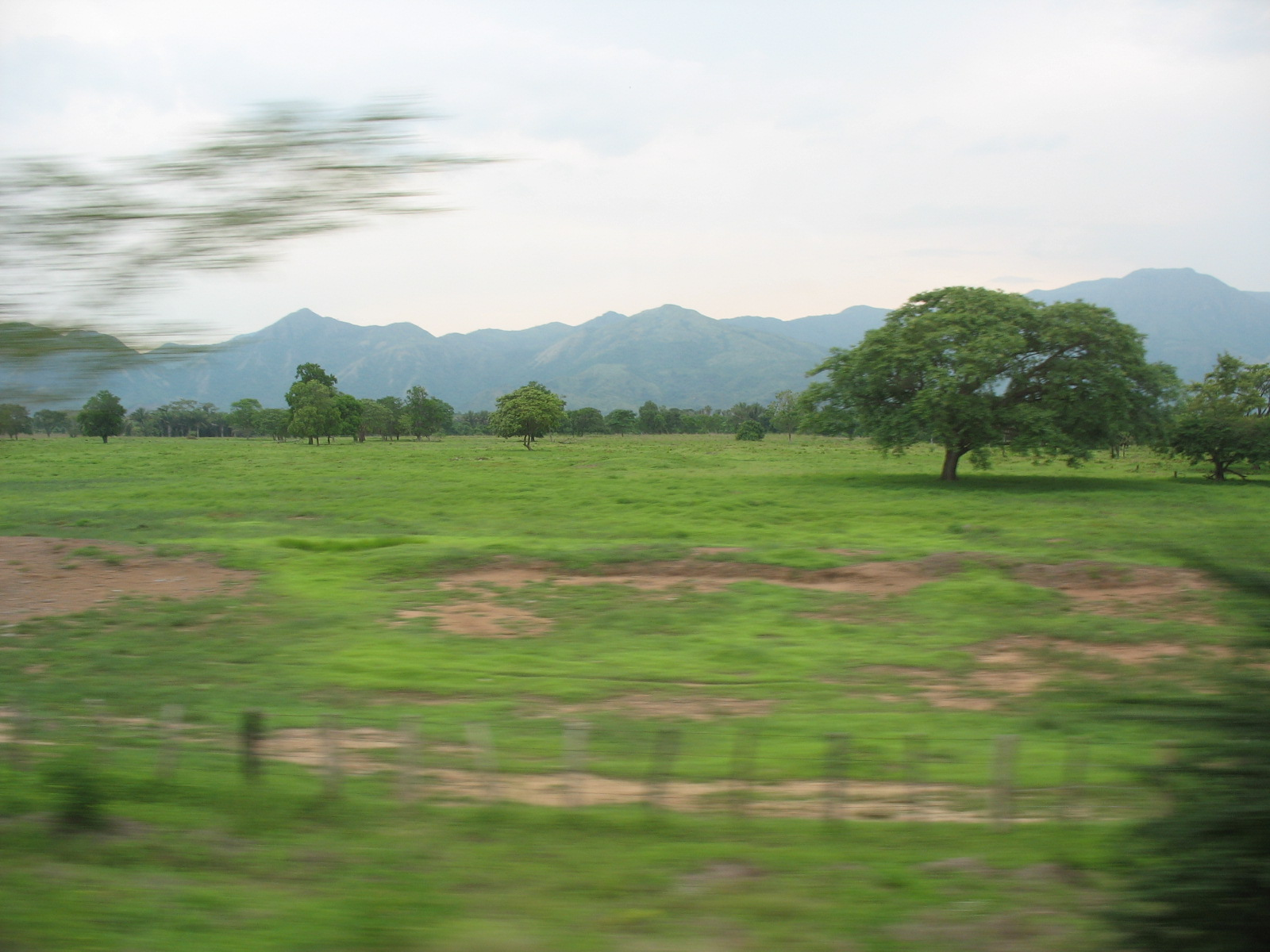
Llanuras del Cesar. Al fondo, la Sierra Nevada de Santa Marta.

El vallenato nace en una vasta región enmarcada por los ríos Magdalena, Cesar y Ranchería, el mar Caribe, la Sierra Nevada de Santa Marta y las estribaciones de la serranía del Perijá, en la primera mitad del siglo XIX.
Los cantos de vaquería con que los peones de las grandes haciendas acompañaban sus jornadas vespertinas para recoger y encerrar el ganado, fueron la base de lo que más tarde se convertiría en las historias cantadas que derivaron en las canciones vallenatas.
Los primeros acordeoneros de que se tiene memoria fueron a la vez autores de los cantos que interpretaban; cantos que ya tenían una clara diferencia rítmica y una estructura musical propia que les valieron ser clasificados como paseos, merengues, puyas, tamboras y sones. Entonces no había, como hoy, una persona especializada únicamente en componer el canto, otra en ejecutar la melodía en el acordeón y una tercera que los cantara. El acordeonero era un músico integral que con igual destreza hacía sonar el acordeón como interpretaba cantos de su propia inspiración o, en ocasiones, de un tercero. Y hechos los primeros cantos, los acordeoneros se convirtieron en correos cantados, en periodistas musicales, juglares, que iban de pueblo en pueblo y de vereda en vereda llevando la información de los últimos sucesos narrados en los merengues, paseos, puyas, sones y tamboras que cantaban cuando se reunían a descansar y, en ocasiones especiales, a bailar en cumbiambas que se formaban con motivo de las fiestas patronales, entre otras ocasiones.
En relación con los cantares de vaquería como uno de los orígenes del vallenato, el investigador cultural y musical Ciro Quiroz anota sobre la cumbia:

...Era otra más de las formas musicales nacidas del trabajo colectivo, como aquella de los bogas que en la actividad de la navegación fue la raíz de la cumbia o aquella otra de los 'socoladores', llamada 'zafra' en algunos lugares, y que murió al agotarse la fuente matriz inspiradora,...

En cuanto al sitio de origen del vallenato, Quiroz anota:

Mompox y su zona de influencia, como parte del Magdalena Grande, debe ser incluido también dentro del territorio donde nació el vallenato, con cunas discutibles como Plato, Valledupar, Riohacha, El Paso y la Zona Bananera.

Sobre la transición de pitos y flautas a los instrumentos actuales del vallenato, el mismo autor dice sobre la primitiva denominación de los aires:

...Esta primera transición instrumental es difícil de precisar en el tiempo, pero se percibe claramente todavía hacia finales del siglo XIX, cuando sones, puyas y tamboras se escuchaban a orillas de los ríos en flautas y en pitos cruzados con el nombre genérico de cumbia.

## Ritmos o aires

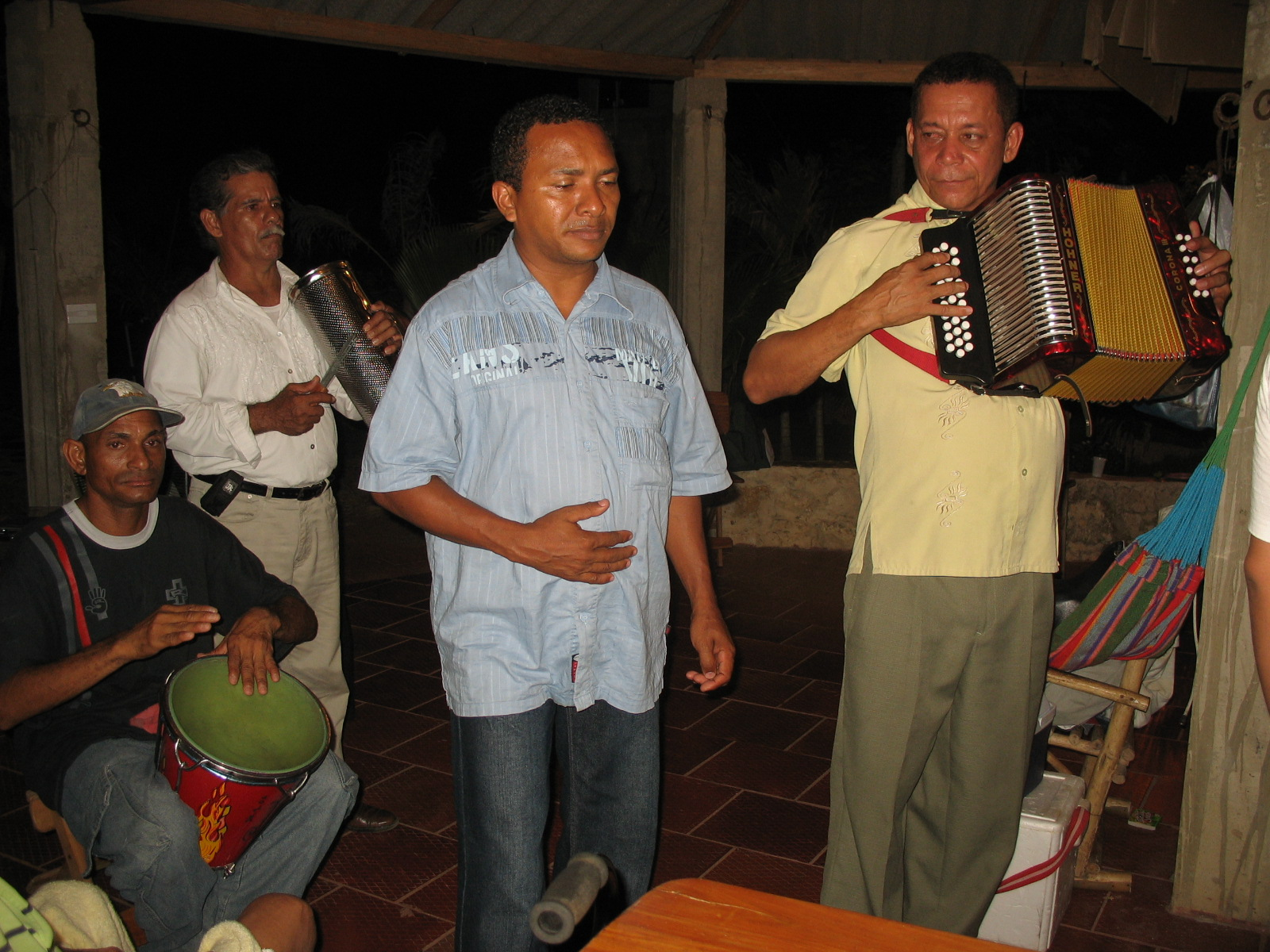
Agrupación vallenatera.

### Paseo
A diferencia de todos los demás aires de este folclor, el paseo vallenato tiene una cuadratura de compás de cuatro tiempos. La marcación de los bajos es de uno por tres y a veces, de acuerdo con la pieza, de dos por uno.

### Merengue
Musicalmente hablando, el merengue vallenato tradicional tiene una cuadratura de compás de seis por ocho, un compás derivado, ya que los compases originales son el de cuatro tiempos, el de tres y el de dos.

### Puya

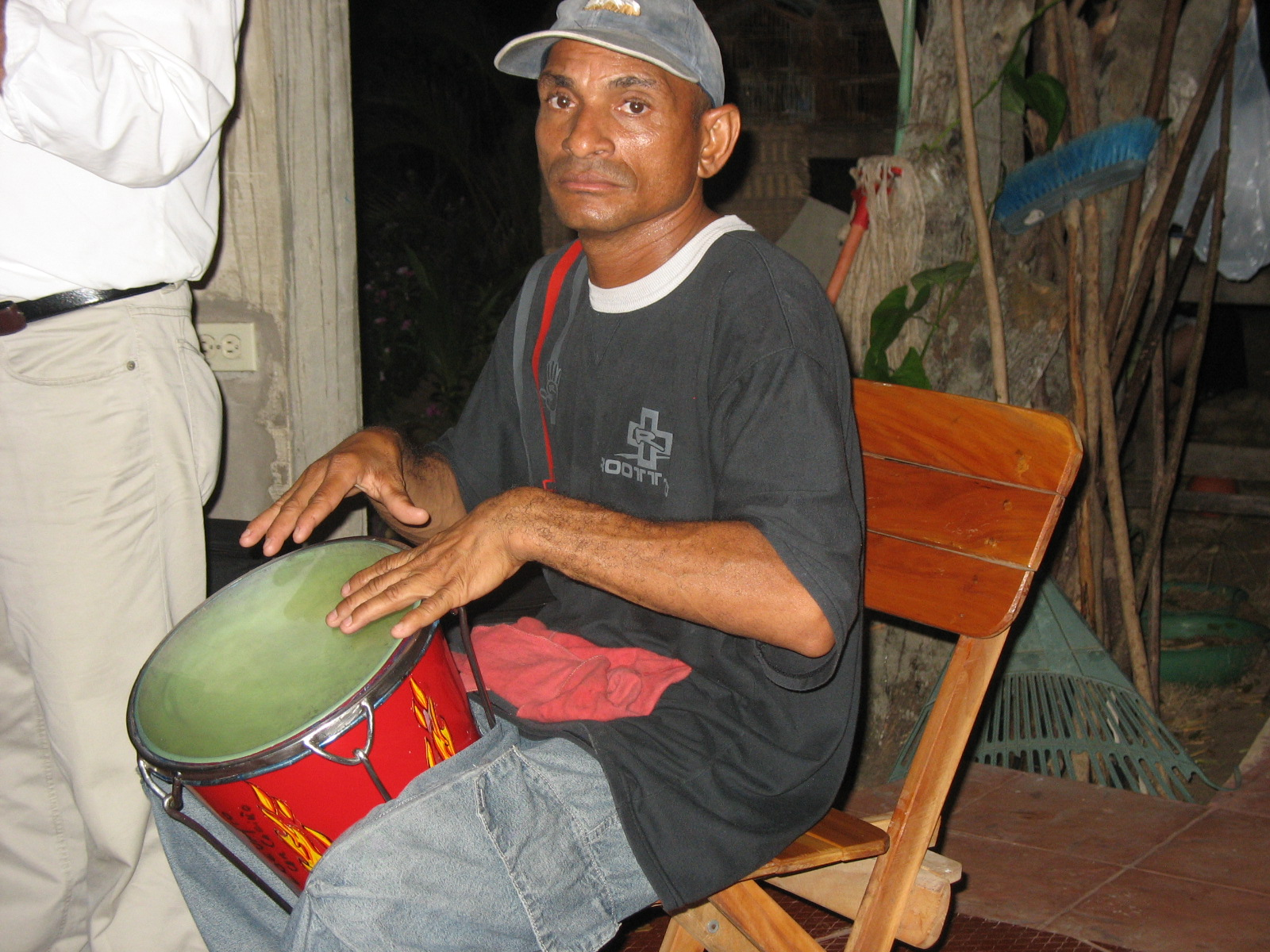
Cajero.

En Valledupar y demás pueblos del antiguo departamento del Magdalena Grande, el ritmo más antiguo era llamado puya. Su nombre deriva del verbo puyar, y tiene un compás de seis por ocho. El ritmo, en su forma indígena, nunca tuvo canto y consistía en la imitación hecha por el carricero –pitero o caña sillero-, en ritmo rápido, del canto de algunos pájaros; se bailaba en hileras, llevando cada persona las dos manos cerradas a la altura del pecho con los dedos apuntando hacia delante y simulando que se puyaba repetidamente a quien danzaba adelante. Posteriormente, a través del tiempo, se fueron fusionando los distintos elementos triétnicos típicos de la cultura costeña y ribereña colombiana, logrando sumarse la puya negroide, género cantado, a la puya indígena, dándose como resultado la puya vallenata con su actual equilibrio entre el canto, la melodía y el ritmo.
La puya y el merengue en su patrón rítmico y armónico son iguales. La diferencia está marcada en su concepción melódica: en el ritmo, en la música y naturalmente en la interpretación que se haga, propia de cada pieza. Así, la puya tiene una marcación en los bajos de dos por dos y, a veces, de dos por uno en ciertos pasajes de la interpretación, aunque no en todas las piezas. La velocidad que se le imprima no supone una diferencia, porque el intérprete la toca a su gusto.
La puya se destaca por ser el aire más rápido, y el que exige más habilidad en el intérprete del acordeón. Se utiliza más comúnmente en las contiendas y competencias de acordeonistas en los festivales vallenatos de Colombia.

### Son
El son vallenato tiene una cuadratura de compás de dos por cuatro. Una característica esencial en la ejecución de este aire es la prominente utilización de los bajos del acordeón en la interpretación de cada pieza, tanto que los bajos pueden ser más notorios que la misma melodía emitida por el teclado, principalmente en los acordeoneros de las nuevas generaciones.
El son tiene una marcación en los bajos de uno por uno muy marcada, sobre todo en intérpretes sabaneros o de influencia bajera – viejo Bolívar -; a diferencia de los acordeoneros de la provincia, quienes interpretan el son más fluido, menos marcado, más sutil y le dan una marcación de bajo de uno por dos y de dos por uno, en ocasiones.
Como el paseo, los sones son una especie de crónica en donde la singular narrativa del cantor deja plasmados los acontecimientos de su existencia, particularmente en esta especie se representan dramas nostálgicos que han constituido parte importante en la vida del autor.

### Tambora
La tambora es un ritmo que no tuvo acogida comercial y desde los años 1980 dejó de oírse popularmente. Tomó denominación femenina debido al predominio de voces de mujeres cuando estos aires eran solo cantados.
Unas son politemáticas, en las que cada verso expresa una circunstancia diferente a la del otro, pero existe uno que es constante. Algunas tienen la particularidad de intercalar el inmodificable verso fijo cada dos versos, y otras mantienen la unidad de escritura de un tema, pero sin tener en cuenta concordancia y armonía en las frases poéticas.
En general, todas tienen condición satírica, lograda en la descoordinación que resalta más el contraste. Todavía existen algunas puramente instrumentales, interpretadas únicamente con tambores. De ahí su designación.
Ejemplos de tamboras: "La candela viva" (de Alejandro Durán), "Mi compadre se cayó", "La perra".
La tambora tradicional es de conformación triétnica (negro, blanco e indio), y su entorno geográfico está centrado a orillas del río Grande de la Magdalena, en la subregión conocida como Depresión Momposina. Los pueblos del departamento del Cesar que han tenido la tambora como identidad cultural son, entre otros, Tamalameque, La Gloria, Gamarra, Chimichagua, Chiriguaná y El Paso.

## Romanza vallenata
Antecedido de una gran polémica en el mundo vallenato, un quinto aire para concurso fue institucionalizado en Villanueva durante la versión 29 del Festival Cuna de Acordeones de 2007. El llamado "quinto aire" fue bautizado como "Romanza Vallenata", en este mismo festival en el año 2006, y fue aceptado como tal con el respaldo de autoridades del vallenato como Rafael Escalona, Francisco Zumaqué, Hernán Urbina Joiro, Rosendo Romero y el expresidente Alfonso López Michelsen.
De esta manera se aceptó que el llamado "paseo" que comercialmente se escucha hoy, lo dejó de ser hace algún tiempo. Así como en su momento del "son" surgió el "paseo"[cita requerida], hoy surge un nuevo aire de este. Las romanzas vallenatas, por su carácter lírico o poético, son un canto al amor, al desamor, al perdón y a la mujer, distinto del paseo clásico que se interpreta en los festivales, por eso se decidió darle un espacio en ellos. Además, se tuvo en cuenta que este aire ha sido motor trascendental para la internacionalización del vallenato. Este aire, hijo del paseo,[cita requerida] adquirió independencia gracias a la aceptación mundial, y después de voces que rechazaran la evolución del género musical. Igualmente, no se determina esta denominación como un ritmo oficial vallenato.

## Piqueria vallenata
La piqueria (de "pique", enfrentamiento) es una competencia usualmente entre dos verseadores improvisadores y repentistas, en la que gana quien produzca mejores versos y se equivoque menos, a juicio de un jurado. Existen las modalidades de versos de cuatro palabras, décima de tema libre y pie forzado. Al momento de elegir al ganador se tienen en cuenta factores como la capacidad para improvisar con agilidad, gracia y exactitud métrica y rítmica versos de cuatro palabras (cuartetas) o de diez (décimas) para desafiar o responder el requerimiento musical de un contrincante en iguales condiciones. A juicio del jurado, el pique puede tener como punto de partida un solo verso de cuatro palabras con un tema determinado, una décima de tema libre o un pie forzado. El jurado puede imponer cualquiera de estas tres modalidades o imponerlas todas si así lo considera.

## Escuelas
La vallenatóloga Consuelo Araújo identificó tres escuelas en el vallenato:
- Vallenato-Vallenato: propio del centro y sur de la Guajira, con epicentro en la región comprendida entre Valledupar, El Paso, la Guajira, y sur del cesar con exponentes como Alejandro Durán, Emiliano Zuleta Baquero, Luis Enrique Martínez, Antonio Salas y Lorenzo Morales, entre otros.
- Vallenato-Bajero: el de la región del Magdalena, Atlántico y Bolívar, con Francisco "Pacho" Rada y Abel Antonio Villa entre algunos de sus exponentes más importantes.
- Vallenato-Sabanero: de Sucre y Córdoba, con exponentes como Andrés Landero, Eugenio "Geño" Gil, Calixto Ochoa y Alfredo Gutiérrez, Lisandro Meza, Alcides Díaz entre otros.

Esta clasificación no es aceptada generalmente y ha sido criticada por músicos y juglares. Los músicos sabaneros en particular hablan de 'música de acordeones o música sabanera de acordeón, la cual fue desarrollada en paralelo a la escuela vallenata, de ejecución distinta, no comparte completamente su organología, y no incluye la puya como ritmo, pero adiciona otros como cumbia, paseaíto, porro y chandé.

## Estilos

### Vallenato tradicional
De carácter eminentemente folclórico, es ejecutado en los festivales como el de la Leyenda Vallenata, el Cuna de Acordeones y el Festival del Río Grande de la Magdalena. Comprende cuatro (4) de los cinco (5) ritmos tradicionales: la puya, el paseo, el son y el merengue. Su temática abarca hechos de la vida cotidiana, la amistad, la parranda, la tierra y el amor. Es la música que cultivaron juglares como Juancho Polo Valencia, Alejandro Durán, Abel Antonio Villa, Luis Enrique Martínez, "Toño" Salas, Lorenzo Morales, Leandro Díaz, "Pacho" Rada, "Colacho" Mendoza, Rafael Escalona, Emiliano Zuleta, entre otros. También entrarían en este selecto grupo acordeoneros que fueron parte de la agrupación Los Corraleros de Majagual como Calixto Ochoa, Lisandro Meza y Alfredo Gutiérrez, el único en activo.

### Vallenato comercial
Es la primera corriente vallenata que se hace comercial en las emisoras del país, siendo conocida como "vallenato yuca". Se empezó a escuchar a principios de los años 70, extendiéndose su popularidad en los 80. Sus principales representantes son: Otto Serge y Rafael Ricardo, Jorge Oñate, Los Hermanos Zuleta, Diomedes Díaz, Binomio de Oro (con Rafael Orozco), Los Betos, Farid Ortiz, Iván Villazón, Adanies Díaz, Daniel Celedón e Ismael Rudas, entre otros. Predomina el paseo y sin tanta importancia, el merengue y la puya.

### Vallenato romántico
Estilo influido por otros ritmos como la balada, impulsado por Iván Calderón a finales de los años 80´s y comienzos de los 90´s, se basa principalmente en el paseo y, en la denominada décadas después como romanza vallenata. Su principal característica radica en la letra, donde exclusivamente se le canta al amor. Sus temas incluyen amores, despechos, distanciamientos, declaraciones y reconciliaciones. Es uno de los subgéneros más escuchados de Colombia y el más escuchado en el extranjero (Monterrey y Saltillo en México, Tumbes, Piura, Cajamarca, Chachapoyas, Iquitos y Lima en Perú, Santa Cruz de la Sierra en Bolivia, Rio Branco, Manaos, Porto Velho, Boa Vista, Cuiabá, Campo Grande, Curitiba, Palmas, Río de Janeiro y São Paulo en Brasil, Venezuela, Panamá, Ecuador, Paraguay, Noreste de Argentina y las colonias colombianas y latinoamericanas de Estados Unidos y Europa). Algunos de sus representantes más importantes son: Binomio de Oro de América, Estrellas Vallenatas, Los Pechichones, Dúo Sensacional, Patricia Teherán, Las Musas, Adriana Lucía (en su época de intérprete vallenata), Los Diablitos, Los Gigantes, Los Inquietos, Los Chiches, Los Embajadores, Miguel Morales, Jesús Manuel y Álex Manga (los tres exdiablitos), Fabián Corrales, Luis Mateus, Nelson Velásquez (exinquietos), Jean Carlos Centeno, Junior Santiago y Jorge Celedón (los tres ex-Binomio de Oro de América), Amín Martínez (ex-Chiches), Luis Miguel Fuentes y Heberth Vargas (ambos ex-Gigantes), entre otros.
Desde mediados de los años 2010 se ha visto un resurgir del vallenato romántico en el gusto del público colombiano, donde artistas graban canciones nuevas en este subgénero, además de reencauchar éxitos de los años 80´s y 90´s, adaptándolos al sonido del siglo XXI para el gusto del público juvenil sin perder su esencia romántica. Ejemplo es el álbum musical y de video "Corazón Vallenato", lanzado en plataformas de streaming y redes sociales a finales de 2020 por Codiscos donde, acompañados por el acordeón del Morre Romero y el de su hijo, artistas consagrados y juveniles del vallenato interpretan canciones clásicas del subgénero romántico.

### Nueva Ola
Una corriente vallenata que empezó su aceptación por el público colombiano desde comienzos de los años 2000, impulsada por Kaleth Morales, hijo del cantautor vallenato Miguel Morales, el cual combina elementos y arreglos de corte carnavalesco y electrónico con instrumentos de percusión y de viento de otras zonas de la región Caribe (bombardino, redoblante, tamboras, tuba, etc.). Sus artistas más destacados son: Silvestre Dangond, Peter Manjarrés, Martín Elías (hijo de Diomedes Díaz), Luifer Cuello, Penchy Castro, Kvrass, Mono Zabaleta, Churo Díaz (hijo de Adanies Díaz), Elder Díaz (hijo de Diomedes Díaz), Daniel Calderón, Felipe Peláez, La Gente de Omar Geles, Los K Morales (sucesores del legado de Kaleth Morales), Orlando Liñan, Kbto Zuleta, Cayito Dangond (hermano de Silvestre Dangond), Los Comandantes del Vallenato, entre otros, manteniéndose vigente durante dos décadas.
En la época de los juglares, la música vallenata ya venía manejando su "Nueva Ola": Alejo Durán compuso e interpretó en 1960 una canción en aire de paseo llamada "La Ola del Vallenato", como crítica a artistas de la época que hacían innovaciones en el género como Aníbal Velásquez, quien grabó e impuso un nuevo ritmo al vallenato llamándolo "Guaracha".

### Técnica a guitarra
El vallenato a guitarra es una modalidad interpretativa del vallenato que se caracteriza por la ausencia del acordeón diatónico, instrumento central en la mayoría de las interpretaciones de vallenato. En el "vallenato a guitarra", la guitarra asume un rol protagónico, llevando la melodía principal, el acompañamiento armónico y, en ocasiones, incluso realizando figuras rítmicas que tradicionalmente haría la caja vallenata.
Esta técnica ha sido cultivada por diversos artistas a lo largo de la historia del vallenato, a menudo en contextos más íntimos o como una forma de explorar las raíces del género antes de la popularización masiva del acordeón. Aunque no es la forma más comercialmente difundida del vallenato, el "vallenato a guitarra" representa una faceta importante de la evolución y la diversidad interpretativa del género, destacando la versatilidad de la guitarra en la música tradicional colombiana. Algunos exponentes históricos y contemporáneos han mantenido viva esta tradición, ofreciendo una perspectiva sonora diferente y enriquecedora del vallenato.

## Músicos

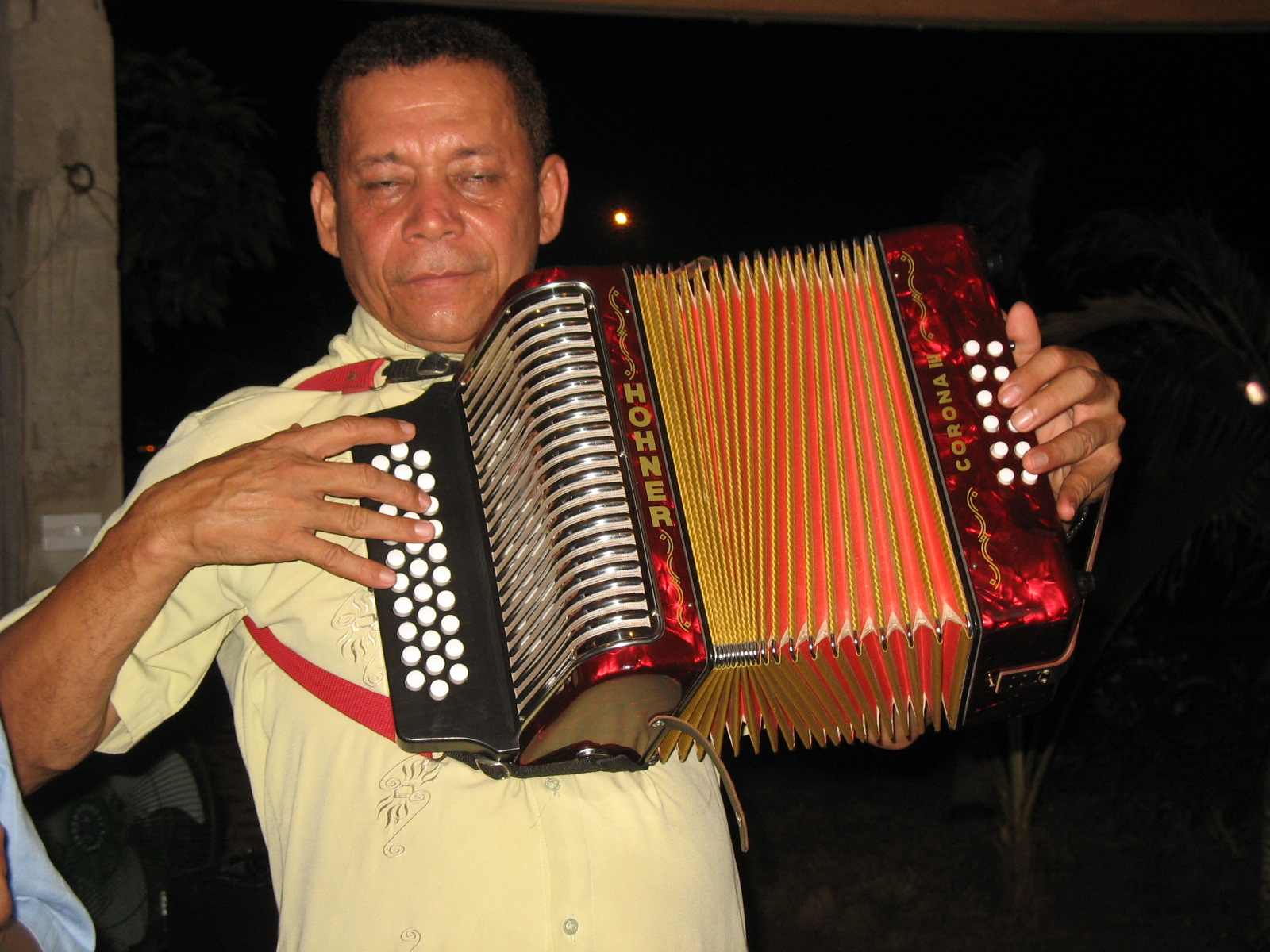
Acordeonero.

Los llamados juglares vallenatos se han perdido entre la historia y la leyenda. Entre ellos se encuentran desde la figura legendaria de Francisco el Hombre, pasando por Pedro Nolasco Martínez, Emiliano Zuleta, Guillermo Buitrago, Lorenzo Morales, Francisco “Pacho” Rada, Leandro Díaz, Luis Enrique Martínez, Tobías Enrique Pumarejo, Juancho Polo Valencia, Abel Antonio Villa, Rafael Escalona, y el que ha sido el más grande icono del folclor vallenato, el primer Rey Vallenato, Alejandro Durán. Muchos de ellos murieron en la pobreza a pesar de que sus cantos después se escucharían en toda América Latina. Estos juglares le dieron fisonomía al vallenato mucho antes de que este se convirtiera en un fenómeno de ventas como sucedió después.
A pesar de existir compositores e intérpretes del vallenato tradicional de gran popularidad en Colombia, el máximo "embajador" de esta música en el mundo es el cantante samario Carlos Vives, múltiple ganador de premios grammy, quien lo ha dado a conocer a través de una variante que se podría denominar vallenato-pop-rock, también conocido como vallenato alternativo. Hoy por hoy, se hace una diferenciación entre el vallenato tradicional y un vallenato más comercial, en el que se han destacado cantantes como Silvestre Dangond, Kaleth Morales, Jorge Celedón e Iván Villazón y Ana del Castillo agrupaciones como el El Binomio de Oro de América. Otros intérpretes como Diomedes Díaz lograron que el vallenato ganara popularidad entre los colombianos, sin distinción social ni cultural. En Venezuela, Rafael Orozco es considerado un ídolo musical, aun muchos años después de su muerte; tal fue el cariño expresado por el público venezolano que uno de sus mayores éxitos está dedicado a este país: Recorriendo a Venezuela.

## Festivales importantes

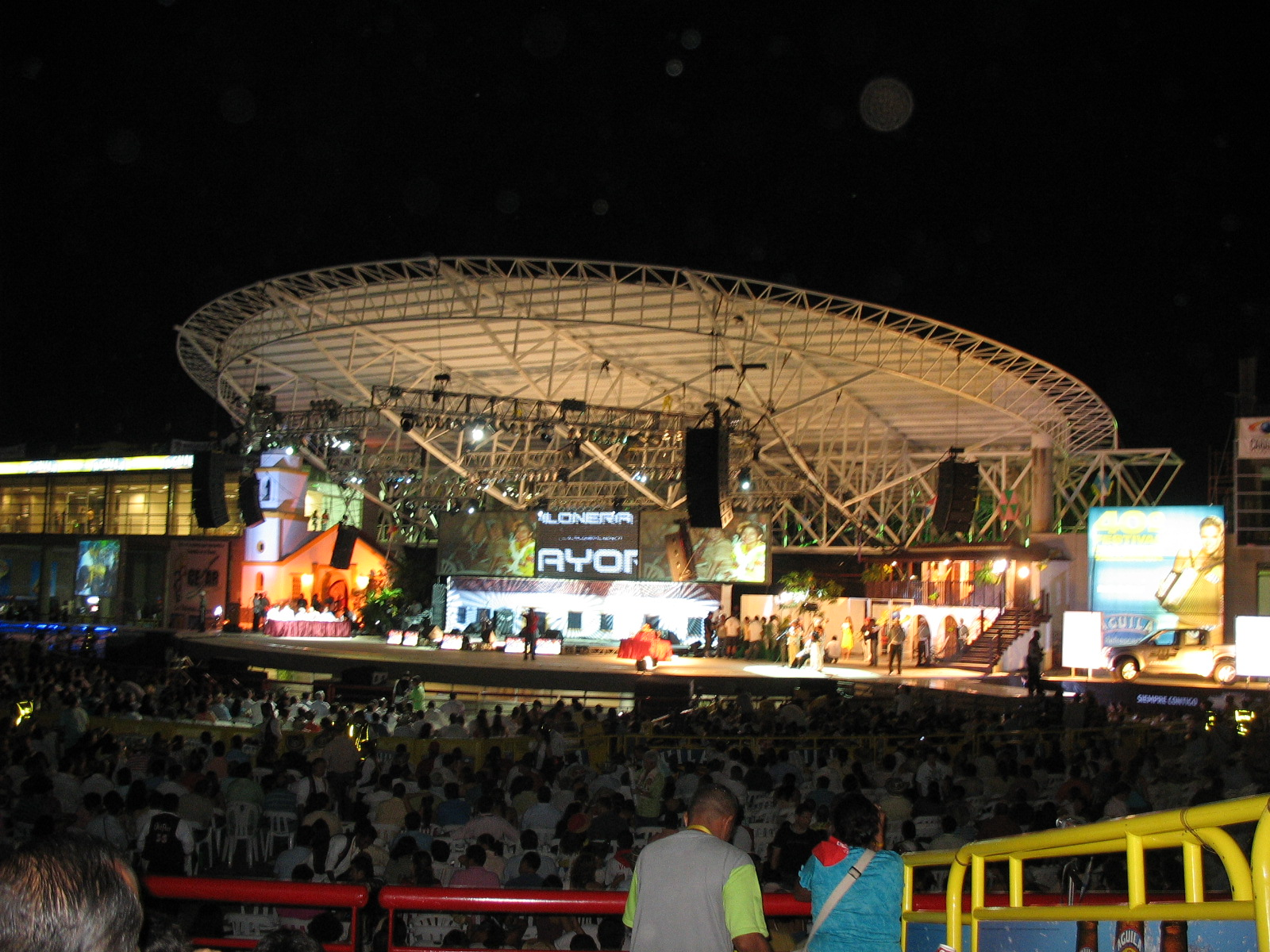
Festival Vallenato 2007. Tarima Francisco el Hombre.

El festival de música vallenata más importante de Colombia es el Festival de la Leyenda Vallenata, que se celebra desde 1968 en Valledupar, Cesar. En él se premia al mejor ejecutante del acordeón con el título de Rey Vallenato. El ganador del primer festival fue Alejandro Durán, quien derrotó en la tarima "Francisco el Hombre" a Emiliano Zuleta. Cabe resaltar que desde 1987 se realiza, cada 10 años, el torneo "Rey de Reyes", donde participan únicamente quienes han sido coronados como reyes vallenatos en el festival.
El segundo festival en importancia para la música vallenata es el Festival Cuna de Acordeones de Villanueva, Guajira, población fuente de intérpretes del acordeón, que se realiza desde 1979. El Festival Cuna de Acordeones fue nombrado Patrimonio Cultural y Artístico de Colombia por el Congreso Nacional mediante la Ley 1052 de 2006. Al igual que el festival de Valledupar, el Festival Cuna de Acordeones corona desde 2003 y cada 10 años al Rey de Reyes.
El tercero en importancia es el Festival del Río Grande de la Magdalena, que se realiza en el municipio santandereano de Barrancabermeja desde el año 1983, el cual también fue declarado Patrimonio Cultural de la Nación mediante la Ley 1007 de 2006 por el Congreso de la República. Igual que en Valledupar y Villanueva, este festival corona su Rey de Reyes desde 1992 pero cada 11 años.
En Riohacha se realiza desde el año 2009 el Festival Francisco El Hombre. A diferencia de los anteriores festivales, este premia a los mejores grupos y cantantes vallenatos.
Fuera de Colombia, se organizan festivales vallenatos como el Festival Internacional Vallenato de Monterrey (México), el cual se realizó entre 2007 y 2017, logrando coronar diez reyes vallenatos en el país azteca, teniendo invitados especiales a intérpretes y compositores de Colombia como Sergio Moya Molina, Adolfo Pacheco, Fernando Meneses Romero, Isaac Carrillo "Tijito", Los Hermanos Lora, Roy Rodríguez, Alberto Rada, El Dúo Sensacional, Jorge Luis Ortiz, entre otros. En el año 2016, este festival coronó su primer y único Rey de Reyes. El festival fue reemplazado en 2018 por el Festival Vallenato de México, realizado en la misma ciudad de Monterrey. Otro festival que se realiza en esa misma ciudad es el Festival Voz de Acordeones, de mayor tradición (se realiza desde 1998) e importancia porque el ganador del festival viaja a Valledupar, representando a México en el Festival de la Leyenda Vallenata del año siguiente, aunque desde 2018 no ha habido festival por diversas razones (factores económicos para premiar a los ganadores y logísticos para enviarlos a competir en Colombia, lo cual ha desmotivado a los acordeoneros regios de participar en el festival. Otra razón es la pandemia de COVID-19 en México en 2020).